# 總變差去噪
總變差去噪（英語：Total Variation Denoising）是訊號處理中一種常見的降噪方法，於1992年由L. I. Rudin、S. Osher和E. Fatemi提出，因此亦稱為ROF模型。一個含有雜訊的訊號相較於其未受雜訊影響的訊號，會有較大的總變差值，即其梯度絕對值的總和較大。因此若能找到一個與原始訊號相似且總變差較小的訊號，即可作為原始訊號的降噪結果。此算法可以在去除雜訊的同時保留邊緣，即使在低訊號雜訊比的情況下，依然能有效的去噪和保留邊緣。

## 總變差
總變差為一函數其數值變化的總和。可表示為其微分後取絕對值再積分的結果。

### 一維連續函數
若一函數{\displaystyle y=f(x)}為一維連續可微函數，其在區間{\displaystyle [a,b]\subset \mathbb {R} }之總變差定義為
{\displaystyle TV_{a}^{b}(y)=\int _{a}^{b}|f'(x)|dx},
其中{\displaystyle f'(x)}為{\displaystyle f(x)}的一次微分。
當{\displaystyle f(x)}不可微分時，其總變差由一般性的定義給出:
{\displaystyle TV_{a}^{b}(y)=\sup _{\mathcal {P}}\sum _{i=0}^{n_{P}-1}|f(x_{i+1})-f(x_{i})|},
其中{\displaystyle {\mathcal {P}}}為區間{\displaystyle [a,b]}中所有可能的分割，即{\displaystyle \scriptstyle {\mathcal {P}}=\left\{P=\{x_{0},\dots ,x_{n_{P}}\}|P{\text{ is a partition of }}[a,b]\right\}}。

### 一維離散函數
若一函數{\displaystyle y=f(x)}為一維離散函數，則其總變差定義為
{\displaystyle TV(y)=\sum _{n}|f(x_{n+1})-f(x_{n})|}.
即差分後取絕對值再加總的結果。

## 一維訊號去噪
設輸入的觀察訊號為{\displaystyle x}，對{\displaystyle x}去噪得到的訊號為{\displaystyle y}。我們可以透過解最佳化問題來從{\displaystyle x}得到{\displaystyle y}。當以總變差去噪法對訊號進行去噪時，最佳化問題應滿足以下兩個條件:
- {\displaystyle x}與{\displaystyle y}相似，以保留訊號整體的結構性
- {\displaystyle y}的總變差不大，以降低雜訊

在數學上，兩個訊號的相似度可以以兩者差的{\displaystyle L_{2}}-範數表示，即
{\displaystyle E(x,y)={\frac {1}{2}}\left\|x-y\right\|_{2}^{2}={\frac {1}{2}}\sum _{n}(x_{n}-y_{n})^{2}},
其中{\displaystyle \left\|\cdot \right\|_{2}}即為{\displaystyle L_{2}}-範數，而{\displaystyle x_{n},y_{n}}為訊號的取樣點。
藉由上述數學表達式，總變差去噪法的最佳化問題可以寫成
{\displaystyle \min _{y}E(x,y)+\lambda TV(y)}.
即利用最小平方法，並以總方差作為正規化的正規項，以求得去噪結果。其中{\displaystyle \lambda }為正規化參數，用於調整正規項的重要程度。
由於{\displaystyle E(x,y)}和{\displaystyle TV(y)}皆為凸函數，因此一維總變差去噪的最佳化為一凸優化問題，有許多凸優化演算法可以求解，且其解必為全局最佳值。

## 影像去噪
影像為二維離散訊號，在ROF模型中定義的總變差為
{\displaystyle TV(y)=\sum _{m,n}\left\|\nabla y_{m,n}\right\|_{2}=\sum _{m,n}{\sqrt {|y_{m+1,n}-y_{m,n}|^{2}+|y_{m,n+1}-y_{m,n}|^{2}}}},
其中{\displaystyle \nabla }為梯度運算子。
然而該定義不可微分，做為最佳化問題的正規項時不易求解。因此也有{\displaystyle L_{1}}-範數形式的二維總變差
{\displaystyle TV(y)=\sum _{m,n}\left\|\nabla y_{m,n}\right\|_{1}=\sum _{m,n}(|y_{m+1,n}-y_{m,n}|+|y_{m,n+1}-y_{m,n}|)}.
最佳化問題的形式與解一維訊號形式相同
{\displaystyle \min _{y}E(x,y)+\lambda TV(y)}.
然而二維訊號的最佳化問題不一定為凸優化問題，因此無法以常見凸優化演算法求解。目前發展能求解的演算法有原始-對偶演算法、交替方向乘子法(ADMM)、布雷格曼方法等等。

## 其他變形

### 高階微分
總變差的概念為先微分取絕對值後再積分。因此在一些文獻中有使用到二階微分以上的例子。
當處理訊號為離散訊號時，二階差分的形式如下
{\displaystyle f''(x_{n})=f(x_{n-1})-2f(x_{n})+f(x_{n+1})}
因此使用二階差分的總變差可定義為
{\displaystyle TV^{(2)}(y)=\sum _{n}|f''(x_{n})|}
而最佳化問題的形式為
{\displaystyle \min _{y}E(x,y)+\lambda _{1}TV(y)+\lambda _{2}TV^{(2)}(y)}

### 雙邊總變差去噪
雙邊總變差(bilateral total variation)是2004年由S.Farisu和D.Robinson提出的最佳化正規項。該正規項基於總變差，結合雙邊濾波器的概念而成。主要應用於影像復原。
雙邊總變差的形式如下
{\displaystyle BTV(\mathbf {Y} )=\sum _{l=-P}^{P}\sum _{m=\max(0,-l)}^{P}\lambda ^{|l|+|m|}\left\|\mathbf {Y} -\mathbf {S} _{x}^{l}\mathbf {S} _{y}^{m}\mathbf {Y} \right\|_{1}},
其中{\displaystyle \mathbf {Y} }為處理圖片，{\displaystyle \mathbf {S} _{x}^{l}}與{\displaystyle \mathbf {S} _{y}^{m}}為兩個運算子，分別代表將圖片水平移動{\displaystyle l}個像素與垂直移動{\displaystyle k}個像素。{\displaystyle \lambda }為權重，隨著平移距離遞減。
當{\displaystyle l=1,m=0}和{\displaystyle l=0,m=1}時，圖片的每一個像素與相鄰之下一個像素相減，此時的雙邊總變差與總變差相同。當{\displaystyle l,m}為其它值時，可以當成是計算斜線方向以及將圖片降採樣後的總變差值。如此達到更好的正規化效果。
根據S.Farisu的實驗結果，雙邊總變差相對於總變差，邊界模糊的情況較少，能夠更好的保留原圖片邊界。